# Институт фармакологии и биохимии НАН Беларуси
Институт фармакологии и биохимии Национальной академии наук Беларуси — белорусский научный центр в сфере фармакологии и фармацевтики, биохимии человека и животных.

## История
Научная база Института основана в 1967 году в г. Гродно как лаборатория витаминологии, 11 августа 1970 г. преобразованная в Отдел регуляции обмена веществ Академии наук БССР. Постановлением Совета Министров БССР 06.09.1985 № 274 на основе Отдела регуляции обмена веществ создан самостоятельный Институт биохимии. Впоследствии Институт преобразован постановлениями Президиума НАН Беларуси 19.01.2006 № 9, Бюро Президиума НАН Беларуси 12.05.2006 № 245. С последней даты Институт носит современное наименование и включает головное учреждение в г. Минске и Гродненский филиал.
В 2009 году Институтом учреждено республиканское производственное унитарное предприятие «АКАДЕМФАРМ» — первое  фармацевтическое производство в республике.
В последние годы завершены циклы работ по поведенческой фармакологии, кардиофармакологии, биохимической фармакологии, токсикологии, технологии лекарств
Институт формирует и принимает участие в выполнении государственных и научно-технических программ в области медицины и здравоохранения, работах по созданию новых лекарственных средств и диагностикумов.
В разные годы сотрудниками Института совместно с другими коллективами выполнены медико-биологические исследования, приведшие к разработке более 30 оригинальных лекарственных средств.
Институтом разработана серия витаминных, витаминно-минеральных и метаболических комплексов, составляющих национальный витаминный бренд. С 2010 г. выпуск продукции под брендом института освоен на государственном предприятии «АКАДЕМФАРМ» Института.

## Научная деятельность
Институт проводит научно-инновационные работы и специализируется в области биомедицинских наук, фармакологии и фармации, токсикологии, биохимии человека и животных, биомедицинской и фармацевтической химии.
Институт проводит полный цикл исследовательских и внедренческих работ по изысканию и разработке новых фармацевтических субстанций, лекарственных средств, биологически активных соединений, а также нутрицевтиков, метаболических комплексов различного назначения.
Институт выполняет системные научные исследования в области изучения молекулярных механизмов регуляции обмена веществ в норме и при патологии, молекулярной и генетической диагностики, фармакогеномики, разработки молекулярных основ создания современных биосенсоров и др.

### Направления научных работ
- Экспериментальная и клиническая фармакология
- Фармация и технология лекарств
- Токсикология
- Биохимия человека и животных
- Биомедицинская и фармацевтическая химия
- Исследования и разработка лекарственных средств и других фармацевтических продуктов
- Доклинические, биоэквивалентные и фармацевтические испытания
- Исследования и разработки в области обмена веществ и средств метаболической терапии
- Биофармакология и клеточная терапия

### Издательская деятельность
В Институте ежегодно проводятся международные научно-практические конференции:
- Экспериментальная и клиническая фармакология;
- Молекулярная и биохимическая фармакология;
- Белорусские лекарства.

На регулярной основе издаются ежегодные сборники научных трудов:
- «Лекарственные средства и биологически активные соединения»[3]
- «Молекулярная и биохимическая фармакология»[4]
- "Экспериментальная и клиническая фармакология 2009″[5]
- «Белорусские лекарства 2010»[6]

## Администрация
Основатель и первый директор Института биохимии — Островский Юрий Михайлович (с 1985 г. по 1991 г.). Биохимик, доктор медицинских наук, профессор, академик Национальной академии наук Беларуси, заслуженный деятель науки БССР С 1992 г. по 1996 г. директором Института работал Ларин Ф. С. — биохимик, доктор биологических наук. В 1996—1998 годах обязанности директора исполнял Мойсеенок А. Г. — доктор биологических наук, член-корреспондент НАН Беларуси. С 1998 г. по 2002 г. директором Института являлся доктор медицинских наук Нефедов Л. И., в 2003—2005 годах — доктор медицинских наук Лелевич В. В..
Основателем Института фармакологии и биохимии и его директором с 2006 г. являлся доктор фармакологии Романовский Дмитрий Иосифович.Под его руководством была создана современная научно-исследовательская база Института в Минске и Гродно, создан национальный питомник и экспериментально-биологическая клиника, заложены научные школы фармакологии, токсикологии и молекулярной медицины, сформированы научные направления и программы, разработаны и внедрены в производство десятки новых лекарственных средств, построен фармацевтической завод «Академфарм», сформирована дорожная карта развития фармацевтической промышленности Беларуси до 2025 года.
Руководство Института:
- руководитель Центра биоиспытаний — Дубовик Борис Валентинович, д.м.н., профессор фармакологии, лауреат Государственной премии СССР в области науки и техники;
- заместитель директора по научной и инновационной работе — Николаевич Лариса Николаевна, к.б.н.;
- заместитель директора по научной работе — Кравченко Елена Валериевна, к.б.н.;
- заместитель директора по научной и инновационной работе — руководитель Гродненского филиала — Пронько Павел Сергеевич, д.б.н.;
- заместитель директора по режиму и безопасности — Вишневский Владимир Николаевич.

Выдающуюся роль в развитии Института сыграли заведующие отделами профессор Буко В. У., профессор Виноградов В. В., к.б.н. Кравченко Е. В., профессор Мойсеенок А. Г., к.б.н. Шилов В. В., заведующие лабораториями к.б.н. Афонин В. Ю., к.б.н. Зверинский И. В., к.х.н. Курман П. В., к.м.н. Насек В. М., ведущий научный сотрудник к.б.н. Степуро И. И., заведующий отделом биомоделей Осмоловский С. А. и др.

## Структурные подразделения
- отдел биомоделей (сектор радиационных моделей; экспериментально-биологическая клиника; питомник лабораторных животных)
- отдел биорегуляторов
- отдел биохимической фармакологии
- отдел витаминологии и нутрицевтики
- отдел системной фармакологии
- отдел поведенческой фармакологии
- лаборатория биохимической токсикологии и наркологии
- лаборатория токсикологии
- лаборатория фармакогенетики
- Химико-фармацевтический центр (экспериментально-внедренческий отдел в составе лабораторий технологии готовых лекарственных форм, микробиологического анализа, группы стандартизации и сертификации; отдел химико-фармацевтических исследований в составе лабораторий фармацевтических испытаний и физико-химических исследований)

## Подготовка научных кадров
В Институте ведется подготовка кадров высшей научной квалификации через обучение в аспирантуре по специальностям:
- 14.00.25 Фармакология, клиническая фармакология (медицинские и биологические науки)
- 14.00.20 Токсикология (медицинские и биологические науки)
- 03.00.04 Биохимия (биологические науки)
- 03.00.02 Биофизика (биологические науки)
- 15.00.01 Технология лекарств и организация фармацевтического дела
- 15.00.02 Фармацевтическая химия и фармакогнозия

## Основные монографии
1. Островский Ю. М. Тиамин: Избранные главы по биохимии витамина В1. Мн.: Беларусь, 1971.
2. Островский Ю. М. Антивитамины в экспериментальной и лечебной практике. Мн.: Беларусь, 1973.
3. Механизмы межвитаминных взаимоотношений: Тиамин, пиридоксин, пантотеновая и никотиновая кислота / Отд. регуляции обмена веществ Акад. наук БССР; [Ю. М. Островский, А. Г. Мойсеенок, А. Г. Мажуль, Г. Н. Михальцевич; Под ред. Ю. М. Островского]. — Мн.: Наука и техника, 1973.
4. Островский Ю. М. и соавт. Кокарбоксилаза и другие тиаминфосфаты. Мн.: Наука и техника, 1974.
5. Островский Ю. М. Активные центры и группировки в молекуле тиамина. Мн.: Наука и техника, 1975.
6. Химия, биохимические функции и применение пантотеновой кислоты. Под ред. А. Г. Мойсеенка. Мн., 1977.
7. Экспериментальная витаминология: справ. рук. / Акад. наук Белорус. ССР, Отд. регуляции обмена веществ; под ред. Ю. М. Островского. — Мн.: Наука и техника, 1979.
8. Биохимические аспекты влияния витаминов на процессы старения / Г. А. Залезинская, И. А. Никишкин, А. Е. Пленин; Под ред. Ю. М. Островского; Акад. наук БССР, Сектор геронтологии. — Мн.: Наука и техника, 1979.
9. Биохимия о происхождении жизни / Ю. М. Островский. — Мн.: Наука и техника, 1979.
10. Мойсеенок А. Г. Пантотеновая кислота: Биохимия и применение витамина / А. Г. Мойсеенок; Под ред. Ю. М. Островского; Акад. наук Бел. ССР, Отд. регуляции веществ. — Мн.: Наука и техника, 1980.
11. Этанол и обмен веществ / Акад. наук Белорус. ССР, Отд. регуляции обмена веществ; под ред. Ю. М. Островского. — Мн.: Наука и техника, 1982.
12. Пируват и лактат в животном организме / Ю. М. Островский, М. Г. Величко, Т. Н. Якубчик; Акад. наук БССР, Отд. регуляции обмена веществ. — Мн.: Наука и техника, 1984.
13. Гормональные механизмы метаболического действия тиамина / В. В. Виноградов. — Мн.: Наука и техника, 1984.
14. Биологический компонент в генезисе алкоголизма / Ю. М. Островский, В. И. Сатановская, М. Н. Садовник. — Мн.: Наука и техника, 1986.
15. Метаболические эффекты недостаточности функционально связанных В-витаминов / Акад. наук БССР, Ин-т биохимии. — Мн.: Наука и техника, 1987.
16. Виноградов В. В. Некоферментные функции витамина PP. Мн.: Наука и техника, 1987.
17. Виноградов В. В., Струмило С. А. Витаминзависимые ферменты надпочечников: дегидрогиназы 2-оксокислот. Мн.: Наука и техника, 1988.
18. Метаболические предпосылки и последствия потребления алкоголя / Акад. наук Бел. ССР, Ин-т биохимии. — Мн.: Наука и техника, 1988.
19. Межвитаминные отношения при ишемической болезни сердца и гипертонической болезни / [В. М. Борец, В. В. Мирончик, Л. П. Артаева и др.; Науч. ред. Ю. М. Островский. — Мн.: Наука и техника, 1988.
20. Производные пантотеновой кислоты. Разработка новых витаминных и фармакотерапевтических средств. /А. Г. Мойсеенок, В. М. Копелевич, В. М. Шейбак, В. А. Гуринович. — Мн., 1989.
21. Буко В. У. Простагландины при алкогольном поражении печени / Науч.ред. Ю. М. Островский; АН БССР, Ин-т биохимии. — Мн.: Навука і тэхніка, 1991.
22. Водорастворимые витамины в инфекционной патологии / В. И. Комар, В. С. Васильев, А. Г. Мойсеенок; Под ред. Ю. М. Островского; Ин-т биохимии АН БССР, Гродн. мед. ин-т. — Мн.: Навука і тэхніка, 1991.
23. Островский Ю. М., Островский С. Ю. Аминокислоты в патогенезе, диагностике и лечении алкоголизма. Мн.: Наука и техника, 1995.
24. Кофермент А и его предшественники: синтез, анализ и экспериментальное изучение. /Под ред. В. С. Тишкина. — Москва, 1997.
25. Виноградов В. В. Гормоны, адаптация и системные реакции организма. Мн.: Наука и техника, 1998.
26. Виноградов В. В. Стресс. Морфобиология коры надпочечников. Мн., 1998.
27. Ноотропные препараты. Пантогам, двадцатилетний опыт применения в психоневрологии. Нейробутал, кальцевая соль гамма-оксимасляной кислоты. Результаты клинического изучения. Москва, 1998.
28. Кубарко А. И., Романовский Д. И. и соавт. Щитовидная железа. Фундаментальные аспекты. Нагасаки-Минск, 1998.
29. Виноградов В. В. Стресс и витамины. Мн.: Наука и техника, 1999.
30. Нефёдов Л. И. Таурин. Гродно, 1999.
31. Виноградов В. В. Некоферментная витаминология. Мн.: Наука и техника, 2000.
32. Угляница К. Н., Нефёдов Л.И, Бжоско В. Ukrain (биологическая активность и применение в медицине) Гродно, 2000.
33. Кубарко А. И., Романовский Д. И. и соавт. Щитовидная железа у детей. Минск-Питтсбург-Нагасаки, 2002.
34. Морозкина Т. С., Мойсеенок А. Г. Витамины. Мн., 2002.
35. Дубовик Б. В., Романовский Д. И. Фармакология бета-лактамных антибиотиков. Мн., 2003.
36. Romanovski D. et al. Molecular Cell Regulation. New York, 2003.
37. Леднёва И. О., Величко М. Г., Нефёдов Л.И Особенности действия производных L- глутамина и L-фенилаланина в организме опухоленосителей, Гродно, 2003.
38. Кабак С. Л., Романовский Д. И. Энциклопедический медицинский словарь. Мн., 2004.
39. Буко В. У., Лукивская О. Я., Хоха А. М. Метаболические последствия алкогольной интоксикации. Мн.: Белорусская наука, 2005.
40. Виноградов В. В. Стресс и патология. Мн.: Белорусская наука, 2007.
41. Макарчиков А. Ф. Тиаминтрифосфат: новый взгляд на некоферментную функцию витамина В1. Мн.: Белорусская наука, 2008.

## Сборники научных трудов
1. Биохимия алкоголизма. Всесоюзный (шестой Гродненский) симпозиум. Мн.: Наука и техника, 1980.
2. Антивитамины в регуляции обмена веществ: (эксперимент, клиника): тезисы докладов 7-го Гродненского симпозиума 28―29 сентября 1983 г. /редколлегия: Ю. М. Островский (ответственный редактор) и др.]. Гродно, 1983.
3. Amino Acids and Their Derivatives. Proceedings of I International Symposium. Grodno, 1996.
4. Биохимические механизмы эндогенной интоксикации : Материалы 2-го бел.-рос. симпоз., 29-31 окт. 1997 г. / Редкол.: В. У. Буко (отв. ред.) и др.. — Гродно, 1997.
5. East-West Symposium on Biomedical Research of Alcohol-related Diseases. Grodno, 1998.
6. Пантенол и другие производные пантотеновой кислоты: биохимия, фармакология и медицинское применение. Материалы международного симпозиума. Гродно, 1998.
7. Biological activity and transport of drugs. Proceedings of International Symposium. Grodno 1999.
8. Биохимические аспекты жизнедеятельности биологических систем. Ordinary General Assembly of the Society of Biochemistry of Belarus, Proceedings of International Symposium. Grodno 2000.
9. Биологически активные соединения в регуляции метаболического гомеостаза. Biologically active compounds in control of metabolic homeostasis. Proceedings of International Symposium. Grodno, 2000.
10. Аминокислоты и их производные в биологии и медицине. Материалы II международной научной конференции. Гродно 2001 г.
11. Питание и обмен веществ. Гродно, 2002.
12. Биохимия, фармакология и клиническое применение производных пантотеновой кислоты. Сборник научных статей. Гродно, 2003.
13. Научно-практическая конференция молодых ученых и студентов, посвященная памяти академика Ю. М. Островского, 10-11 апр. 2003 г. — Гродно: ГрГМУ, 2003.
14. Питание и обмен веществ. Гродно, 2003.
15. Современные аспекты изучения алкогольной и наркотической зависимости. Материалы международного симпозиума. Гродно, 2004.
16. Активные формы кислорода, азота и хлора в регуляции клеточных функций в норме и при патологии. Материалы международного симпозиума в 2-х частях. Гродно, 2006.
17. Лекарственные средства и биологически активные соединения. Гродно, 2007.
18. Экологическая медицина и фармакология. Международный симпозиум молодых ученых. Минск, 2007.
19. Экспериментальная и клиническая фармакология. 1-я международная научная конференция. Мн., 2007
20. Питание и обмен веществ. Мн.: Белорусская наука, 2008.
21. Экспериментальная и клиническая фармакология. 2-я международная научная конференция. Мн., 2008.
22. Молекулярная и биохимическая фармакология. Материалы международной научной конференции. Гродно, 2008.
23. Экспериментальная и клиническая фармакология — 2009. Материалы международной научно-практической конференции. Мн., 2009.
24. Белорусские лекарства. Материалы международной научно-практической конференции. Мн., 2010.